# Вальверде-де-Хукар
Вальверде-де-Хукар (ісп. Valverde de Júcar) — муніципалітет в Іспанії, у складі автономної спільноти Кастилія-Ла-Манча, у провінції Куенка. Населення — 1280 осіб (2010).
Муніципалітет розташований на відстані близько 150 км на південний схід від Мадрида, 40 км на південь від Куенки.

## Демографія
Динаміка населення (INE ):